# Appleton Internationaler Flughafen

i7
i11
i13
Der Appleton Internationaler Flughafen (IATA: ATW, ICAO: KATW) formal Outagamie County Regional Airport, ist ein Flughafen bei Appleton im Osten des US-amerikanischen Bundesstaates Wisconsin. Der ständig geöffnete und dem Outagamie County gehörende Flughafen ist der wichtigste Knotenpunkt des Luftverkehrs der Metropolregion Fox Cities und der drittgrößte im Personenverkehr in Wisconsin.
Die Federal Aviation Administration (FAA) stuft den zum National Plan of Integrated Airport Systems gehörenden Flughafen anhand der Zahl von 259.340 abfliegenden Passagieren als non hub primary commercial service airport ein.
Der Flughafen ist Hauptbasis der Regionalfluggesellschaft Air Wisconsin und war die frühere Heimatbasis der Midwest Airlines.

## Lage
Der Flughafen liegt im Südosten des Gebiets des Village of Greenville. Über die College Avenue ist der Flughafen mit dem 7,8 km östlich gelegenen Stadtzentrum von Appleton verbunden.

## Ausstattung
Der Flughafen verfügt über zwei Start- und Landebahnen, die je einen Betonbelag haben. Es gibt einen Passagierterminal mit sechs Gates mit je einer Fluggastbrücke. Es gibt eine Gepäckförderanlage mit zwei Ausgabestellen im Hauptgebäude, wo auch mehrere Mietwagenfirmen ihre Stützpunkte haben.

## Flugzeuge und Flugbewegungen
Auf dem Flughafen sind insgesamt 69 Flugzeuge stationiert. Davon sind 52 einmotorige und 13 mehrmotorige Propellermaschinen sowie 4 Düsenjets.
Von den 76 Flugbewegungen pro Tag sind 9 Prozent dem Linien- und Charterverkehr, 49 Prozent der Allgemeinen Luftfahrt und 39 Prozent dem Lufttaxiverkehr zuzuordnen. Daneben gibt es noch rund 3 Prozent militärische Flugbewegungen.

## Zwischenfälle
- Am 29. Juni 1972 kollidierte eine Convair CV-580 der US-amerikanischen North Central Airlines (Luftfahrzeugkennzeichen N90858) mit einer de Havilland Canada DHC-6 Twin Otter der Air Wisconsin (N4043B). Beide Maschinen stürzten in den Lake Winnebago 8 Kilometer südlich von Appleton (Wisconsin), fünf Kilometer östlich von Neenah. Alle fünf Insassen der Convair (drei Besatzungsmitglieder und zwei Passagiere) sowie alle acht Insassen der Twin Otter (zwei Besatzungsmitglieder und sechs Passagiere) kamen bei dem Unfall ums Leben.[5] Die Kollision ereignete sich in einer Höhe von 2500 Fuß an einem meist klaren, aber diesigen Spätvormittag, als sich die CV-580 aus Green Bay kommend dem Wittman Regional Airport näherte. Das Air-Wisconsin-Flugzeug befand sich auf dem Weg von Sheboygan zum Flugplatz Appleton und beide Maschinen flogen nach Sichtflugregeln.[6][7][8]

## Verkehrszahlen

### Verkehrsreichste Strecken
| Rang | Stadt                             | Passagiere | Fluggesellschaft               |
| ---- | --------------------------------- | ---------- | ------------------------------ |
| 01   | Chicago–O’Hare, Illinois          | 59.950     | American Eagle, United Express |
| 02   | Detroit, Michigan                 | 56.280     | Delta/Delta Connection         |
| 03   | Minneapolis/Saint Paul, Minnesota | 54.930     | Delta/Delta Connection         |
| 04   | Atlanta, Georgia                  | 46.970     | Delta/Delta Connection         |
| 05   | Orlando–Sanford, Florida          | 16.840     | Allegiant                      |
| 06   | St. Petersburg, Florida           | 15.690     | Allegiant                      |
| 07   | Las Vegas, Nevada                 | 14.330     | Allegiant                      |
| 08   | Phoenix/Mesa, Arizona             | 14.330     | Allegiant                      |
| 09   | Sioux Falls, South Dakota         | 0.0160     | k. A.                          |
| 10   | Bullhead City, Arizona            | 0.0160     | k. A.                          |